# Switzerland’s next Topmodel
Switzerland’s next Topmodel  (abgekürzt: SNTM) ist eine Castingshow des Fernsehsenders ProSieben Schweiz.
Die Sendung basiert auf dem US-amerikanischen Next-Topmodel-Format. Produktionsfirma ist RedSeven, die auch die deutschsprachigen Adaptionen Germany’s Next Topmodel und Austria’s Next Topmodel umsetzt. Moderiert wird die Sendung vom Schweizer Model Manuela Frey.